# Reda Mansour
Reda Mansour (em árabe: رضا منصور; hebraico: רדא מנצור) é um poeta, historiador e diplomata israelense. Publicou quatro livros de poesia, e recebeu o Prêmio Miller da Universidade de Haifa, bem como a uma bolsa estatal para jovens escritores.
Mansour nasceu em 1965, na aldeia drusa de Isfiya (atual Ir Hakarmel), no norte de Israel. Obteve um PhD no Departamento de História do Oriente Médio da Universidade de Haifa, e uma pós-graduação na Escola Kennedy da Universidade de Harvard. Estudou espanhol na Universidade de Salamanca (fundada em 1218, uma das mais antigas e prestigiadas universidades da Espanha), sendo um semestre na Universidade Hebraica de Jerusalém.

## Infância
Reda Mansour, cidadão druso de Israel, estudou em Haifa entre 1977-1983; cursou o ensino médio na Leo Baeck Middle School e depois na BASMAT ( Instituto de Ciência e Tecnologia de Israel). Durante esse tempo esteve envolvido em muitas organizações de jovens que desenvolvem a compreensão intercultural em todo o mundo, incentivando o respeito pelas diferenças culturais. Entre essas organizações estão: CISV e BBYO - B´nai BB'rith, Organização da Juventude (presidente da filial local). Em 1988-1989 Reda Mansour também participava ativamente da Habonim Dror (em British Columbia, Canadá e Maryland, Estados Unidos).
Durante os primeiros anos de seus estudos universitários em Haifa, Mansour foi envolvido em uma variedade de projetos sociais, dentre eles, o Perach: Coordenação de Assistência Estudantil para jovens alunos de escolas primárias em duas aldeias da Galileia; e o Bridging the Gap: Promoção do Ensino Superior em Comunidades Minoritárias.

## Carreira Literária
Mansour é o primeiro poeta não judeu em Israel a escrever exclusivamente em hebraico. Seu conto “Jumblat no Negev” ganhou a categoria "História Recomendada” do Ha'aretz “Annual Short Story Award” em 1997. 
Reda Mansour participou de leituras de poesia em festivais em Isfiya, Haifa, Tel Aviv, San Francisco, Nova York, Los Angeles, Seattle, Miami, Huston, Novo México, San Salvador, Quito e Lisboa e Rio de Janeiro.
Mansour participou do histórico festival Piccolo Spoleto, em Charleston, em Junho de 2008. Ele fez a leitura de algumas de suas aclamadas obras poéticas na Galeria da Cidade de Charleston no histórico Waterfront Park.
Tender Leaves of Conscience, uma coleção de poemas em hebraico, foi escrita em vários lugares ao redor do mundo, começando em 1998, durante os estudos do autor na Universidade de Harvard e terminando em Portugal quatro anos mais tarde. Os poemas são dedicados à natureza e seus efeitos sobre a história e as pessoas. Eles misturam tradições árabes e judaicas, a história multiétnica da Península Ibérica e algumas imagens da literatura norte-americana moderna. Exploram as relações entre pessoas e lugares. O título do livro é o título de um dos poemas que foi escrito durante a primavera quando estava acontecendo o massacre nos Bálcãs. Publicado por Sa'ar Publishing 2004, design de capa do renomado fotógrafo israelense Alex Levac.

## Outros livros do autor
- The Man of Dreams – O Homem dos Sonhos (1987)
- From the Battlefields to the Land of Freedom – Dos Campos de Batalha à Terra da Liberdade (1991)
- UN Peacekeeping Forces (Ed) – Forças de Manutenção da Paz das Nações Unidas (1991)
- UN Security Council Resolution on the Middle East (Ed) - Resolução do Conselho de Segurança da ONU (1993)
- The Silence Between the words - O Silêncio entre as Palavras (2008)

## Diplomacia
Nomeado aos 35 anos, Mansour é o embaixador mais jovem na história de Israel. Durante sua carreira no Serviço Exterior ele serviu como Embaixador de Israel no Equador, de 28 de agosto de 2001 a 28 de agosto de 2003. Antes disso atuou como Embaixador-Adjunto na Embaixada de Israel em Portugal, como Vice-Cônsul Geral no Consulado de Israel em São Francisco e como Cônsul Geral no Consulado de Israel em Atlanta. Desde agosto de 2014 Reda Mansour foi o Embaixador de Israel no Brasil de 28 de agosto de 2014 a 28 de agosto de 2016. É o embaixador de Israel no Panamá desde 28 de setembro de 2018. Mansour fala cinco línguas: árabe, hebraico, inglês, espanhol e português.
Em janeiro de 2007 o Senado da Geórgia aprovou uma resolução que homenageou Reda Mansour pelos esforços na promoção da paz, estreitamento dos laços culturais e educacionais entre os EUA e Israel. Em outubro de 2015 o embaixador recebeu o título de Cidadão Honorário de Brasília, na Câmara Legislativa do Distrito Federal.

## Prêmios, Certificados e Condecorações
- Prêmio Annual Haáretz, conto recomendado.
- Herói de Comércio Internacional, World Chambers of Commerce – Atlanta.
- Conselho de Assessores Martin Luther King,Morehouse College, Atlanta.
- Prêmio Miller da Universidade de Haifa para livro de poesia.
- Prêmio Amos - do presidente de Israel para escritores.
- Dean Achievement List – Universidade de Haifa.
- The Wexner Foundation – Membro do programa da Wexner Israel – Universidade de Harvard.
- Resolução do Senado da Georgia – Honraria concedida por seus esforços de promoção da paz e desenvolvimento de negócios, laços culturais e educacionais entre                    Estados Unidos e Israel.
- Cidadão Honorário do Estado do Tennessee, Estados Unidos
- Prêmio ‘Homens de Ação, Homens de Valor’, Concedido pela Hebraica Rio
- Outorga da Medalha do Mérito JK – Juscelino Kubitscheck; homenagem da Academia de Letras e Música do Brasil
- Cidadão Honorário de Brasília, Distrito Federal, Brasil
- Cidadão do Mundo pela Paz, concedido pela Academia Internacional de Cultura, com sede em Brasília, Distrito Federal

## Ajuda Humanitária e Operações de Construção da Paz
Ajuda a Tungurahua: Tungurahua, (Garganta de Fogo) um vulcão (5.023 m), localizado na Cordilheira Central dos Andes no Equador, a 140 km (87 milhas) ao sul da capital Quito. O vulcão entrou em erupção em 2002 e uma das principais quedas de cinza cobria toda a região, incluindo a capital. O embaixador Mansour organizou um esforço de ajuda que incluiu entrega de equipamento médico e auxílio às pequenas comunidades.
- Estabilização da fronteira do Equador com a Colômbia:

Após o estabelecimento da ODENOR, a Autoridade Equatoriana para a Estabilização de Áreas de Fronteira com a Colômbia (2003), o embaixador Mansour facilitou a participação de Israel na Conferência Internacional em Bruxelas, dos países doadores . Mais tarde, ele levou dois projetos na região que forneceu água potável.
- Luta contra a desertificação no sul do Equador:

Como parte dos esforços para combater a desertificação no sul do Equador e fomentar o acordo de paz entre Equador - Peru, o embaixador Mansour convidou cientistas israelenses para a  região . Os cientistas da Universidade Ben-Gurion, no Neguev, ofereceram avaliação para encontrar possíveis soluções. A universidade também convidou os estudantes equatorianos para estudar em sua Escola Internacional de Estudos do Deserto. 

## Artigos do autor
- Israel sets an example of freedom, tolerance
- The Lebanon-Israel tragedy and Hope
- Integration Is Israeli Arabs’ Only Path To Equality
- Israel wants peace, political moderation
- Gaza: A 40-Year Struggle to Maintain Hope
- Green: taking humanity to the next level
- O fracasso do isolamento de Israel